# Matej Meštrić
Matej Meštrić (Presečno, 17. rujna 1932. – Novi Marof, 2019.) bio je hrvatski građevinar i sveučilišni profesor. 
Rođen je u obitelji siromašnih zagorskih seljaka i vapnara sa sedmero djece. Išla mu je škola pa je nakon gimnazije u Varaždinu diplomirao 1960. godine na Arhitektonsko-građevinsko-geodetskom fakultetu u Zagrebu te stekao titulu diplomiranog inženjera građevine i dobio rektorovu nagradu. Magistrirao je 1978. godine, usavršavao se u njemačkom Bundesanstalt für Wasserbau Karlsruheu, a doktrorirao 1988. godine. 
Radio je u zagrebačkom Hidroprojektu, zagrebačkoj Hidroelektri, Viaduktu i GRO "Vladimir Gortan". Sudjelovao je u osnivanju Instituta građevinarstva Hrvatske (IGH), gdje je bio šef odjela za specijalna projektiranja. Predavao je na Građevinskom fakultetu u Zagrebu i na Geotehničkom fakultetu u Varaždin u do mirovine 1988. godine. 
Po njegovu idejnom rješenju od 1962. do 1968. građen je Vukovarski vodotoranj, pedeset metara visoka građevina na čijem je vrhu spremnik zapremine 2200 prostornih metara vode. Bio je mladi tridesetogodišnji inženjer kad je njegov rad pobijedio na natječaju u konkurenciji iskusnih, renomiranih stručnjaka. Vodotoranj, državni projekt, osmišljen je kao regulator opskrbe vodom Borova, Vukovara i Vinkovaca. Studije i projekti povjereni su skupini stručnjaka iz zagrebačkog Hidroprojekta, na čijem je čelu bio Aleksandar Rose, rođeni Vukovarac. U tu je grupu upao i perspektivni stipendist Meštrić i pobijedio.
Radio je na reviziji projekta Krčkog mosta, tada najvećeg armiranobetonskog lučnog mosta na svijetu, plinovodu u Rusiji i pruzi u Iranu. Sudjelovao je u planiraju pruge Savski most – Kumrovec te je nacrtao brojne mostove. 
Godine 2005. napisao je udžbenik »Inženjerske konstrukcije – za studij i praksu« na kojoj je strpljivo radio sedam godina, a posvetio ju je upravo herojima Vukovara i simbolu Vukovara – vodotornju. Knjiga na 521 stranici daje rješenja zadataka iz otpornosti materijala u inženjerskim konstrukcijama. Napisao je još četiri djela iz građevinarstva, a surađivao je i u časopisu Kroatische geotechnische Zeitschrift. 
U intervjuu iz 2016. godine rekao je: »Star sam, ali i dalje proučavam literaturu. Imam kod kuće više od 250 knjiga iz više matematike. Toliko sam već knjiga pročitao, ali nije mi još jasna jedna stvar: kako je nastao svijet?«
Živio je do 2019. godine kao umirovljenik u Novom Marofu.

## Djela
- Meštrić, Matej. Inženjerske konstrukcije za studij i praksu: zbirka rješenja zadataka u inženjerskim konstrukcijama, Aeroba, Zagreb, 2005., ISBN 953-99959-0-6